# Пиштенгер
Пиштенгер (мар. Пиштэҥер) — деревня в Оршанском районе Республики Марий Эл. Входит в состав Марковского сельского поселения.

## География
Находится в северной части республики Марий Эл на расстоянии приблизительно 6 км по прямой на юго-восток от районного центра посёлка Оршанка.

## История
Основана в 1922 году переселенцами из деревни Кёрды. В 1927 году отмечено уже 26 дворов. В 1938 году в деревне насчитывалось 58 человек, в 1954 89 человек. В 1961 году в состав деревни вошла деревня Золотая Речка. В 1970 году в 19 хозяйствах проживали 88 человек. В 2005 году оставались 8 хозяйств. В советское время работали колхозы «Новостройка» и «Прожектор».

## Население
Население составляло 20 человек (мари 80 %) в 2002 году, 9 в 2010.